# NGC 4423
NGC 4423 ist eine Spiralgalaxie mit ausgedehnten Sternentstehungsgebieten vom Hubble-Typ Sd im Sternbild Jungfrau auf der Ekliptik. Sie ist schätzungsweise 47 Millionen Lichtjahre von der Milchstraße entfernt, hat einen Durchmesser von etwa 35.000 Lichtjahren und wird unter der Katalognummer VCC 971 als Mitglied des Virgo-Galaxienhaufens gelistet. 

Im selben Himmelsareal befinden sich u. a. die Galaxien NGC 4430, NGC 4432, NGC 4453 und NGC 4376.
Das Objekt wurde am 13. April 1784 von Wilhelm Herschel entdeckt.